# Gilead (Bibeln)

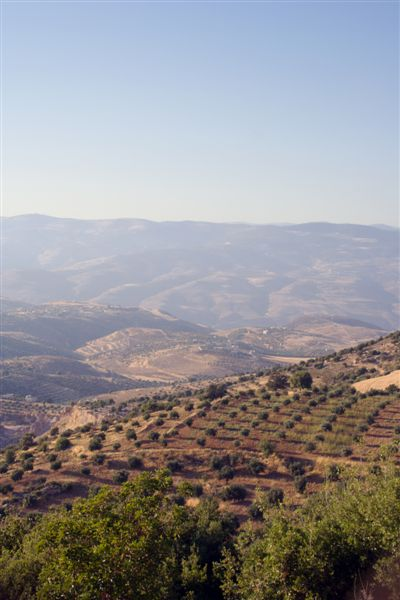
Gileads berg (nuvarande Jalʻād) i Jordanien

Gilead eller Gilad (hebreiska: גִּלְעָד, arabiska: جلعاد) är namnet på tre personer och två geografiska platser i Bibeln. Gilead kan även ha betydelsen vittnesbördets röst.

## Personer
Gileaditerna härstammade från (personen) Gilead, vars far var Makir, som var Manasses förstfödde, som var Josefs förstfödde.
Gileads son var Hefer och Hefers son var Selofchad. Därtill fanns den tappra krigaren Jefta som var en oäkta son till Gilead.

## Geografi

### Område
Gilead var ett område med skogklädda berg och goda betesmarker öster om floden Jordan, mellan Bashan och Moab, i dagens Jordanien. Där bodde (från norr till söder) Manasses, Gads och Rubens stammar. Som ett något mer begränsat område anges att Gilead omfattade landområdet norr och söder om Jabbok.
De som bodde i Gilead-området, innan gileaditerna erövrade Gilead, var de amoreiska invånarna (som drevs undan).

### Stad
I ett fall står Gilead för en stad med okänt läge.

## Övrigt
I 1 Moseboken 31: 47-50 sluter Laban och Jakob förbund genom att bygga ett röse. Laban kallade röset Jegar Sahaduta och Jakob kallade det Galed. Laban sade: ”Detta röse står i dag som vittne mellan dig och mig.” Därför fick det namnet Galed. Det kallades också Mispa, ty Laban sade: ”Herren skall hålla vakt mellan dig och mig när vi är utom synhåll för varandra. Om du behandlar mina döttrar illa eller tar dig andra hustrur vid sidan av dem, så tänk på att Gud står som vittne mellan dig och mig, även om ingen människa är närvarande.”

### Notförteckning
1. ↑  ”Gilead”. Biblisk ordbok. Allt om bibeln. http://www.alltombibeln.se/bibliskordbok/ord_g.htm. Läst 6 juni 2019.
2. ↑  ”Gilead”. Bibeln.se. Svenska Bibelsällskapet. Arkiverad från originalet den 16 juni 2021. https://web.archive.org/web/20210616101057/http://old.bibeln.se/las/sok/?b=2k&q=Gilead&p=134792%2C152768&n=2. Läst 6 jubn 2019.
3. ↑  ”Gilead”. Bibeln.se. Svenska Bibelsällskapet. Arkiverad från originalet den 24 september 2020. https://web.archive.org/web/20200924025124/https://old.bibeln.se/las/uppslagsdel/g/gilead. Läst 6 juni 2019.